# Lettres (Pline)
Les Lettres (latin : Epistulae) sont le recueil de la correspondance de l'écrivain latin Pline le Jeune (né en 61 ou 62 et mort vers 113). Les 371 lettres sont réunies en dix livres, le dernier étant consacré à ses missives officielles. Après les avoir envoyées, Pline retravaille ses lettres et les publie . Les lettres pliniennes sont une source précieuse de renseignements sur le Haut-Empire romain. 
Dans chacune de ses lettres, Pline, tout en respectant la forme épistolaire (destinataire, signature, salutations), traite un thème en particulier. C'est pratiquement l'ensemble des domaines de la vie des classes supérieures romaines qui s'y trouve abordé. Cette vision détaillée de la vie quotidienne, mais aussi de la vie politique et des comportements sociaux, englobe des réflexions personnelles sur la politique, le droit, la justice, la littérature, la culture, l'éducation, ainsi que la description de paysages et des villas que Pline possède à Tuscum dans les Apennins et à Laurentinum au sud d'Ostie. Parmi les passages les plus connus figurent la description de l'éruption du Vésuve en 79 à Tacite et l'échange avec Trajan sur l'attitude à adopter face aux chrétiens.

## Structure
Les neuf premiers livres contiennent 247 lettres envoyées à sept destinatrices et à 98 destinataires.  Pline envoie ses lettres à ses amis, aux membres de son cercle culturel et à des personnes importantes de son époque. Pline publie, lui-même, les neuf premiers livres de son œuvre avant de partir pour la province de Bithynie et Pont vers 111. Le dernier livre (124 lettres) est publié après la mort de leur auteur et comprend sa correspondance avec Trajan, c’est-à-dire les lettres de Pline et les réponses de l’empereur, classées chronologiquement. Ce sont les seules lettres publiées dans l’ordre chronologique de toute la Correspondance.  Les quinze premières lettres correspondent à la période allant de 98 à 103. Les autres lettres de ce dernier livre concernent la période où Pline est gouverneur de province (entre 111 et 113).
Il est possible que ce dernier livre ait été publié par la femme de  Pline, Calpurnia . 
La Correspondance se compose de certaines lettres écrites par  Pline. En effet, on n’a pas accès à l’intégralité de ses échanges comme le suggèrent plusieurs lettres. Pline ne publie qu’une partie de sa correspondance. De plus, nous n’avons pas accès à la totalité de l’échange avec ses destinataires ou ses  destinatrices mais seulement à une lettre - ou plusieurs lettres – choisie par Pline. D’ailleurs, les lettres choisies sont uniquement celles rédigées par Pline lui-même, sauf dans le livre X où nous avons les réponses de Trajan.

## La publication de laCorrespondance
La publication de la Correspondance directement par son auteur a questionné sur son statut entre œuvre littéraire et œuvre authentique.
 Pline publie les neuf premiers livres pour obtenir une certaine gloire littéraire. Dans ce but, il y dresse également un portrait de lui-même. Ainsi, Pline n’a pas directement envoyé ses lettres telles qu’elles étaient ; il les a retravaillées pour la publication - notamment pour que leur style littéraire soit plus développé et ainsi faire de ses lettres des œuvres d’art. La suppression des indications temporelles augmente l’intemporalité de ces dernières leur conférant ce « statut d'objets d’art » .
Néanmoins, plusieurs éléments dans les lettres permettent d’affirmer leur authenticité.  En premier lieu, les éléments historiques que nous pouvons dater grâce à d’autres sources comme les  consuls ou les procès. Deuxièmement, les correspondants de  Pline sont des hommes et femmes qui ont réellement existé. Certains sont même très connus dès son époque à l’instar de Tacite. La majorité de ses correspondants appartiennent à son cercle culturel, amical ou familial. Pline ne semble pas s’inventer une correspondance fictive avec seulement des personnages éminents de l’ Empire comme Plotine.  Ses correspondants auraient pu remettre en cause l’honnêteté de Pline, qui affirme, lui-même dans sa première lettre, publier les lettres qu’il avait déjà rédigées et envoyées à la demande de Septicius Clarus. D’autre part, Pline donne de nombreux éléments pratiques pour améliorer la gestion de ses domaines ou de ses économies à l’intérieur des lettres. Il rappelle également des discussions antérieures avec ses correspondants, ce qui tend à justifier l’authenticité de la Correspondance. En effet, malgré l’absence des lettres des correspondants de Pline, ces rappels de discussions antérieures nous permettent d’avoir accès à une partie de l’échange épistolaire. Enfin, l’absence d’indication sur les lettres (date ou lieu de rédaction) ne permet pas de justifier leur manque d’authenticité comme le fait que Pline ne traite que d’un sujet unique dans chacune de ses lettres.
 Pline a donc remanié les lettres des neuf premiers livres afin d’améliorer leur style littéraire avant de les publier. Il améliore leur esthétisme sans enlever les éléments les plus importants pour nous permettre de les authentifier. Aujourd’hui, les historiens considèrent que son œuvre est authentique tout en étant intéressante du point de vue littéraire. 
Grâce aux données présentes dans les lettres, Sherwin-White a pu établir une chronologie de parution des livres. Les deux premiers sont publiés entre 96 et 100, le troisième entre 100 et 103, le quatrième entre 104 et 105, le cinquième entre 105 et 106, le sixième entre 106 et 107, le septième en 107, le huitième entre 107 et 108 et le neuvième vers 108 .
Le livre X est à part dans l’œuvre plinienne. En effet, il n’a pas été composé et publié par son auteur.  Pline est mort au moment où il paraît.  C’est sans doute une personne ayant eu accès à ses archives qu’il l’a publié. Il est ainsi possible que ça soit sa femme Calpurnia qui l’ait publié. En effet, elle a sans doute accès aux archives et aux travaux de son mari. C’est également une femme lettrée qui aurait publié la Correspondance sans trop de problème. En outre, la publication du livre X aurait été pour elle l’occasion de rendre un dernier hommage à son mari tout en communiquant de précieuses informations sur la situation de la province de Bithynie et Pont. Ce dernier livre a probablement été publié après 114 .

## Contenu de laCorrespondance

### Aperçu de la société
Pline pense qu’il est important de maintenir les rangs sociaux présents dans sa société. Pour cela, il est prêt à donner 50 000 sesterces à la fille de Quinrilianus pour son mariage. En effet, il souhaite que la fille de son ami soit bien pourvue pour aller avec son mari car les « fonctions politiques impose ce qu’on peut appeler l’obligation de briller » .
 Pline ne donne aucune indication sur le nombre de ses esclaves. Ils constituent pour lui une partie évidente de la maisonnée, répartie sur un certain nombre de biens propres. Il les désigne comme « mes gens » (mei) et considère que, lorsqu’on s’oriente vers les marchés aux esclaves, il ne faut pas se contenter d’en juger à l’œil nu, mais surtout ouvrir l’oreille pour avoir la confirmation que ceux qui sont pris en considération sont bien sages et bien utilisables (ut frugi sint) . Cependant, en tant que maître, il faut toujours être vigilant vis-à-vis de ses propres esclaves, explique Pline en prenant l’exemple de Larcius Macedo, un maître particulièrement sévère et dur, fils d’un affranchi, qui a été malmené par ses esclaves et qui est mort peu après.
 Pline donne un aperçu de la diversité des relations de  clientèles romaines, qui ne déterminent pas seulement les relations personnelles dans un réseau de dépendance, de soutien mutuel et de récompense dans un petit cercle, mais qui s’étendent de la représentation juridique au soutien politique et à l’allégeance militaire, dans une lettre à son ami Maximus. Il félicite ce dernier d’avoir organisé un spectacle de gladiateurs pour les  Véroniens, dans le cadre de l’entretien de la clientèle, qui pouvait également s’appliquer à des communautés entières de citoyens, en guise de geste de gratitude et de récompense pour le respect et l’attachement qui lui ont été durablement témoignés .
 Pline donne une vision plutôt positive de sa société en présentant des hommes et des femmes aux qualités et aux attitudes exemplaires. Il fait ainsi l’éloge de plusieurs de ses contemporains. Il n’hésite pas, cependant, à critiquer ses contemporains et les problèmes de sa société.  En effet, ce sont surtout ses amis et les membres de son cercle qui sont présentés de manière élogieuse dans ses lettres. 
 Pline est beaucoup moins critique que Juvénal sur la société romaine de son temps.

### L'importance des études pour Pline
Pline désigne généralement par studia (études) les domaines centraux de son activité intellectuelle, surtout dans les domaines de la rhétorique et de la littérature, éléments importants de sa formation d’avocat et d’homme politique. Les études sont déjà très importantes pour lui à l’époque où il grandit chez son oncle, Pline l’Ancien. Dans la pratique quotidienne, l’élaboration et la présentation de discours judiciaires coïncident avec la notion de studia chez Pline. Ainsi, après des plaidoiries, il félicite deux jeunes collègues avocats pour leurs efforts à acquérir une réputation grâce aux études (ex studiis) . Pline recommande à un jeune homme de traduire des ouvrages du grec vers le latin – et inversement – pour progresser dans les studia .
Lorsque l’occasion se présente de se soustraire à l’agitation des affaires quotidiennes, avec leurs nombreuses courses et leur utilité souvent limitée,  Pline estime qu’il est opportun et profitable de consacrer plutôt son temps aux studia ou aux loisirs (otium). Il conseille à Caninius Rufus de subordonner les études à tout le reste et d’en faire quelque chose de durable .

### Aspects et problèmes de l'administration provinciale - en dialogue avec Trajan (Livre X)
Pour un ancien  consul, la prise en charge de l’organisation administrative de certaines provinces de l’Empire romain pour une durée déterminée entre dans le cadre des attentes auxquelles il doit faire face en tant que membre dirigeant du Sénat.  Pline s’y est largement préparé à bien des égards, comme le montre son corpus de lettres. Au Sénat, il s’est fait l’avocat de collègues sénateurs qui ont été attaqués par leurs adversaires politiques en raison de potentielles irrégularités commises durant leur activité au sein de l’administration provinciale. Il donne des conseils à d’autres personnes qui assument des fonctions provinciales comme son correspondant Maximus lorsqu’il prend ses fonctions dans la province d’Achaïe .
De plus,  Pline exhorte Maximus à conserver la bonne réputation qu’il s’est acquise depuis ses fonctions en Bithynie et Pont. Lorsque Pline est envoyé lui-même dans cette province par Trajan en tant que gouverneur, ses questions montrent qu’il s’efforce de ne pas outrepasser ses propres compétences et de ne pas commettre d’abus préjudiciables à sa réputation, conformément à l’avertissement qu’il avait donné à Maximus. Les questions de Pline dans le livre X permettent aux historiens d’avoir de nombreux éléments sur l’administration provinciale romaine de l’époque et sur les directives impériales. 
Après un incendie de grande ampleur à Nicomédie, il demande par exemple à Trajan s’il est d’accord pour qu’un maximum de 150 pompiers qualifiés soient formés sur place. Trajan rejette ce plan en invoquant la situation politique particulièrement agitée dans la province de Bithynie et Pont. Pour lui,  Pline devrait veiller à ce que les moyens techniques de lutte contre les incendies soient améliorés, mais que ces derniers soient confiés aux différents propriétaires de maisons et que, si nécessaire, le peuple sur place participe à la lutte .
En général, les rescrits de Trajan sont rédigés de manière à réaffirmer la validité des règles existantes. Par exemple, dans une réponse, il est dit que les habitants de la ville d’Amisos, alliés des Romains, sont autorisés à avoir une société d’entraide, car ils y ont droit en vertu de leurs lois et des traités. Trajan ajoute ceci : « nous n’avons pas la possibilité de les empêcher d’en avoir, ce qui sera d’autant plus facile si semblable association leur sert non à créer des troubles et des rassemblements illégaux, mais à soulager la misère des petites gens. Dans les autres cités, qui sont assujetties à notre droit, une chose de ce genre doit être interdite » .
Trajan ne semble pas avoir accordé une importance particulière à un culte de la personnalité prononcé. Certes, il autorise  Pline à placer une statue de lui-même dans un temple mais tout en précisant qu’il n’autorise que très parcimonieusement ce genre d’hommages . Lorsque Pline découvre, lors de l’examen des dépenses de la ville de Byzance, que l’on y dépense chaque année 12.000 sesterces pour envoyer à  Rome un ambassadeur avec une adresse de remerciement pour l’empereur. Trajan lui confirme qu’il a raison de supprimer ce poste de dépenses .

### Les femmes dans laCorrespondance
L’œuvre épistolaire de  Pline informe les historiens sur sa société et donc sur certaines femmes qui la compose. Ces femmes appartiennent toutes à l’aristocratie romaine.
 Pline parle de différents éléments concernant les femmes. Tout d’abord, il parle de leur éducation comme on le voit dans la lettre IV, 19 adressée à Calpurnia Hispulla. Education qui doit si possible leur permettre de devenir des femmes cultivées mais également des épouses idéales, comme c’est le cas de sa propre femme Calpurnia. Le thème de l’épouse idéale apparaît dans la Correspondance autour de trois figures féminines : Minicia Marcella, Calpurnia et Fannia .
 Pline apporte également des informations sur les vestales  , sur les droits économiques et juridiques des femmes de son époque. Il évoque aussi en partie leur implication culturelle notamment par l’écriture ou la musique.
Dans son œuvre,  Pline adopte souvent une attitude valorisante à l’égard des femmes et recourt même, dans certains cas, à des attributs superlatifs tels que probatissima (la plus honorable), honestissima (la plus honnête), sanctissima (la plus sublime).  Mais Pline constate que même ce qu’il y a de louable et de remarquable à apprendre dépend de la position sociale de la personne concernée. C’est un peu par hasard, lors d’une escale sur le lac de Côme (Lacus Larius), qu’il a appris, grâce à l’indication d’un ami, la mort commune exceptionnelle d’un couple de gens de condition modeste, bien qu’il s’agisse de compatriotes de son entourage.  La femme avait attaché à elle-même son mari souffrant d’un ulcère incurable et s’était suicidée en le précédant et en l’entraînant par la fenêtre d’une chambre donnant sur le lac . En comparant cette histoire à celle presque identique d’Arria l’Ancienne, Pline comprend que le rang social est très important pour que l’on reconnaisse les actes exceptionnels – plus que le genre de la personne. En effet, le suicide d’Arria est très connu à l’époque de Pline. Il est l’un des éléments qui permet de faire son éloge comme le fait Pline dans sa lettre III, 16.
A côté de ses éloges et de ses représentations de bonnes romaines, Pline blâme trois femmes pour leur comportement . Cependant, dans le cas d’Ummidia Quadratilla, Pline adoucit un peu son blâme en montrant ses qualités. 
Ainsi, et contrairement à Juvénal, Pline est bien plus positif à l’égard de ses amies, et comme dans toute son œuvre, il tend seulement à montrer le positif.

## Les correspondantes de Pline
La Correspondance comporte sur ses 371 lettres, 9 lettres envoyées à des  destinatrices, soit 2,43 % du total. Ces dernières sont nombre de 6 et se nomment Pompeia Celerina, Calvina, Corellia Hispulla, Calpurnia Hispulla, Calpurnia et Corellia.
Les sujets de ces lettres tournent autour de l’éducation, l’économie, les propriétés et les relations notamment amoureuse.
Sur ces neuf lettres deux sont de tailles moyennes et sept de petites tailles. De plus, seules deux correspondantes reçoivent plus d’une lettre. Il s’agit de Calpurnia, la femme de  Pline, qui reçoit trois lettres de petites tailles et la tante de cette de dernière Calpurnia Hispulla qui reçoit une lettre de taille moyenne et une petite lettre. Corellia Hispulla reçoit l’autre lettre de taille moyenne.
Il est possible que ces six correspondantes entretiennent un lien familial avec Pline. Ainsi, il n’aurait publié que des lettres envoyées aux destinatrices de sa famille. 
Il existe une dixième lettre dans la Correspondance adressée à une femme. Cette lettre III, 10, est un cas unique dans l’œuvre puisqu’elle est envoyée à un homme et une femme (Vestricius Spurinna et Cottia).

## Transmission de laCorrespondance
La transmission de l’œuvre épistolaire plinienne s’est fait grâce à trois origines manuscrites différentes. Chacune présente plusieurs manuscrits et ces différents manuscrits peuvent avoir des différences dans leur composition de l’œuvre plinienne – notamment au niveau du nombre de lettres. Ces trois origines manuscrites nous permettent de reconstituer au mieux la Correspondance de  Pline. 
La première origine manuscrite est celle que l’on nomme « Famille des neuf livres» . Elle se compose de l’ensemble des livres I à IX.  Plusieurs manuscrits appartiennent à cette famille, par exemple, le codex Mediceus  rédigé au IXe – Xe siècle et le codex Vaticanus rédigé à la même époque.
La deuxième origine manuscrite est nommée « Famille des cent lettres » . Elle contient deux manuscrits que l’on retrouve à la bibliothèque Laurentienne de Florence : les manuscrits « B » et « F ». Un autre manuscrit, de cette famille, se trouve à la  Pierpont Morgan Library de New York sous la cote M 462.
La dernière origine manuscrite se nomme « Famille des huit livres » . Cette famille comprend les lettres des livres I à VII puis les lettres du livre IX. Plusieurs manuscrits de ce groupe ont disparu, quelques copies nous permettent d’en connaître le contenu par exemple le codex Dresdensis . D’autres manuscrits connus appartiennent à cette famille : le codex Marcianus , le codex Ottobonianus , le codex Urbinas  et le codex Vindobonensis .
Le livre X a une tradition manuscrite un peu différente. On retrouve peu de manuscrits comportant les lettres de ce dernier livre.  Quelques lettres se retrouvent dans les manuscrits « B » et « F » de la « Famille des cent lettres ». Un manuscrit, aujourd’hui perdu, nommé Parisinus aurait eu l’intégralité des lettres du livre X  . C’est en s’appuyant sur une copie de ce manuscrit, réalisé par Jucundus de Vérone, qu’Alde Manuce va établir une édition de l’ensemble des lettres du livre X en 1508 . En 1888, un autre manuscrit contenant des lettres du livre X est découvert à la bibliothèque Bodléienne d’Oxford.